# 活摘 (紀錄片)
《活摘》（英語：Human Harvest），又名《大衛戰紅魔》（Davids and Goliath），是2015年皮博迪獎、2015年AIB國際調查性紀錄片大獎獲獎紀錄片，記述諾貝爾和平獎被提名人大衛·喬高和大衛·麥塔斯對在中華人民共和國發生的活摘器官及交易進行獨立調查的紀錄片。皮博迪獎評審評論「對錯綜複雜的器官交易及人體來源（human cost）提出強有力的證據，包括對被強迫參與活摘良心犯器官的中國醫生進行訪談。這是對強摘器官移植的惡魔般系統（fiendish）的一項令人毛骨悚然（harrowing）揭露。」

## 製作
電影由加拿大溫哥華華裔電影人李雲翔執導，2015年4月23日獲第74屆（2014年度）美國廣播電視文化成就獎（皮博迪獎）。李雲翔建議人們觀看紀錄片的證據與證人證詞，並作出自己的判斷。

## 反响
2015年4月8日澳洲SBS公共電視台Dateline節目播放本片部分內容，講述了器官交易、法輪功學員遭受中國共產黨政權群體滅絕的情形，李雲翔在節目中透過推特回答觀眾疑問。
《每日郵報》報道，在器官捐赠率極低的中国，每年却有上萬起器官移植手术，紀錄片揭露非法器官交易，而被盗取器官并杀害的主要对象是法轮功学员。當李雲翔2006年第一次讀到相關指控時，他不能相信，但幾個月後當《喬高-麥塔斯調查報告》發佈後，李受到啟發主動進一步調查，然而「要找到人們願意去談，要獲取他們的信任是一個緩慢的過程，製作這部影片歷時八年。」李指稱，目前中國每年非法器官交易額達十億美元。一些國家正制訂防止本國公民赴中國器官移植旅遊（transplant tourism）的法律，以色列和西班牙已實施；美國國會、歐洲議會等國會已通過決議譴責並要求中共停止摘取良心犯器官。
《悉尼晨锋报》指，电影揭露了中共的医院大规模非法盗取活著的法轮功学员器官，不施打麻醉藥而取出器官高价出售。但中共官員否認這一指控，稱所用器官來自志願者。不過，參與調查的人權律師們正努力將「該對活摘罪行負責的人」以反人類罪送上海牙國際刑事法院。
《澳洲新聞集團網》的報道〈中国另一大事-活体摘取器官〉指出「这是一个犹如恐怖电影中的故事，但却在这十多年来普遍发生在中国。政府所属的医院秘密地从成千上万的囚犯身上盗取器官，當他们还活着時摘取其器官。」导演李云翔及片中的调查员们都在试图结束这惨无人道的非法器官交易产业；報道指出「看似这每年十億美元的产业即将消亡，但对于在这场可恶的罪行中受害的人们却为时已晚。」
大衛‧喬高在《新西蘭國家廣播電台》專訪指出，中共的器官活摘交易每年獲利10億美元，對於面臨財政困難的中國衛生系統而言是筆巨額收入。。
加拿大前亚太国务卿大卫·乔高和人权律师大卫·麦塔斯，以及美国记者伊森·葛特曼出的新报告，AN UPDATE TO ‘BLOODY HARVEST’ & ‘THE SLAUGHTER’，报告中说，从中共系统公开的那些数据分析，包括：每年的手术量、移植医院的数字、有关证人证词、移植的床位、对抓捕的法轮功学员大面积的验血等。得出的结论是器官移植手术数量基本超过10万一年，可能是11万一年。

## 獎項
- 2015年10月，國際廣播協會（AIB）國際調查性紀錄片大獎（英语：AIB_Media_Excellence_Awards）（International Investigate Documentary）。
- 2015年4月，第74屆皮博迪獎。
- 2015年SFF 2015 AWARDS 麥克‧蘇利文前線記者獎（The Michael Sullivan FRONTLINE（英语：前線_(美國電視節目)） Award for Journalism in a Documentary Film）[16]。
- 2015年美國弗拉特黑德湖國際電影節（FLIC）最佳紀錄片獎[17]。
- 2015年美國Big Muddy Film Festival，最佳紀錄片獎[18]。
- 2014年Global film Awards，人道精神獎（Humanitarian Awards）"Grand Prize"[19]。
- 2014年美國國際獨立電影節（英语：Indie Fest），"Best of Show"DOCUMENTARY[20]。
- 2014年12月，Viewster網絡電影節（英语：Viewster#Online_Film_Festival）冠軍[21]。
- 2014年11月，加拿大漢密爾頓電影節（英语：Hamilton_Film_Festival），最佳紀錄片獎[22]。

## 資料來源
1. ↑  . theindiefest.com.   [2021-11-18]. （原始内容存档于2021-11-18）.
2. ↑  . 皮博迪獎官網.   [2015-04-25]. （原始内容存档于2019-04-06）.
3. ↑  . Friends of Falun Gong.   [2021-11-18]. （原始内容存档于2021-11-18）.
4. ↑  JESSICA KNEIPP. . Vision Times. 2015-04-24  [2015-04-25]. （原始内容存档于2020-10-24）.
5. ↑  TIFFANY CRAWFORD,. . VANCOUVER SUN 溫哥華太陽報. 2015-04-24  [2015-04-25]. （原始内容存档于2015-04-27）.
6. ↑  . 加拿大媒體基金會. 2015-04-23. （原始内容存档于2015-04-25）.
7. ↑  SBS. . SBS公共電視台. 2015-04-08  [2015-04-25]. （原始内容存档于2019-12-07）.
8. ↑  Leon Lee. . SBS澳洲特別廣播服務公司. 2015-04-07  [2015-04-25]. （原始内容存档于2015-04-14）.
9. ↑  Leon Lee. . SBS. 2015-04-08  [2015-04-25]. （原始内容存档于2015-04-14）.
10. ↑  JOHN CARNEY FOR (DAILY MAIL AUSTRALIA).  [人體收割：曝光中國器官販運的驚人紀錄片指「每年非法器官交易額達10億美元」]. 《每日郵報Daily Mail》. 2015-04-06  [2015-04-25]. （原始内容存档于2015-04-09）.
11. ↑  Jayalakshmi K. . International Business Times英國《國際商業時報》. 2015-04-08  [2015-05-03]. （原始内容存档于2015-04-12）.
12. ↑  Kate Aubusson.  [纪录片暴露中国可怕的活摘器官]. 《悉尼晨锋报The Sydney Morning Herald》. 2015-04-08  [2015-04-25]. （原始内容存档于2015-04-11）.
13. ↑   [中国另一大事——活体摘取器官]. News.com.au（澳洲新聞集團網）. 2015-04-08  [2015-04-25]. （原始内容存档于2015-04-10）.
14. ↑  . Radio NZ 新西蘭國家廣播電台.   [2015-05-17]. （原始内容存档于2015-05-26）.
15. ↑  AN UPDATE TO ‘BLOODY HARVEST’ & ‘THE SLAUGHTER’ （页面存档备份，存于）
16. ↑  . salem film fest官網. 2015-03  [2015-04-25]. （原始内容存档于2020-12-02）.
17. ↑  . FLIC電影節官網.   [2015-04-25]. （原始内容存档于2021-01-26）.
18. ↑  . Big Muddy電影節官網. 2015-03-01  [2015-04-25]. （原始内容存档于2015-04-07）.
19. ↑  . Global Film Awards官網. 2014-12-21  [2015-04-25]. （原始内容存档于2020-01-23）.
20. ↑  . The Indie Fest 官網. 2014.
21. ↑  . Viewster官網. 2014-12-08. （原始内容存档于2015-05-12）.
22. ↑  . HAMILTON FILM FESTIVAL.   [2022-01-08]. （原始内容存档于2021-02-02）.

## 外部連結
- 官方网站
- 互联网电影数据库（IMDb）上《Human Harvest》的资料（英文）
- Official Trailer （页面存档备份，存于）
- 官方臉書專頁